# Orest Dorosz
Orest Wasylowycz Dorosz, ukr. Орест Васильович Дорош (ur. 30 czerwca 1971 w obwodzie iwanofrankowskim) – ukraiński piłkarz, grający na pozycji pomocnika, trener piłkarski.

## Kariera piłkarska

### Kariera klubowa
Wychowanek Szkoły Piłkarskiej w Iwano-Frankowsku. Po zwolnieniu ze służby wojskowej został piłkarzem Beskyda Nadwórna, w którym rozpoczął karierę piłkarską w 1992 roku. Latem 1993 przeszedł do Krystału Czortków, a podczas przerwy zimowej sezonu 1993/94 przeniósł się do Chutrowyka Tyśmienica. Na początku 1997 został zaproszony do Wołyni Łuck. Latem 1999 wyjechał do Łotwy, gdzie bronił barw pierwszoligowego Dinaburg FC i pełnił w nim funkcje kapitana drużyny. Po czterech latach powrócił do domu i potem grał w amatorskim zespole Tepłowyk Iwano-Frankiwsk. Na początku 2004 zasilił skład Spartaka Iwano-Frankowsk, ale rozegrał tylko cztery mecze i latem 2004 ponownie wyjechał do Łotwy, gdzie występował w FC Jūrmala. W 2007 przeszedł do FK Rīga, po czym zakończył karierę piłkarską. Potem grał w amatorskich zespołach, m.in. Cementnyk Jamnica, Kniahynyn Podhajczyki, Huculszczyna Kosów, Nika-Tepłowyk Iwano-Frankowsk.

## Kariera trenerska
W 2009 pomagał trenować Prykarpattia Iwano-Frankiwsk.

## Sukcesy i odznaczenia

### Sukcesy piłkarskie
Dinaburg FC
- finalista Pucharu Łotwy: 2001

FK Rīga
- brązowy medalista Mistrzostw Łotwy: 2007